# Le Dieu du Carnage
Le Dieu du Carnage, ou Deus da Carnificina (em português), é um texto teatral escrito pela francesa Yasmina Reza. Em 2012 foi lançado uma adaptação deste texto para o cinema. O filme foi dirigido por Roman Polanski e teve no elenco Jodie Foster, Kate Winslet, Christoph Waltz e John C. Reilly. Em síntese, o texto fala sobre um duelo verbal feroz entre dois casais. Um deles, formado pelos pais de um garoto que agrediu o filho do outro com um pedaço de pau, quebrando-lhe dois dentes. Os dois meninos são colegas de classe. Ao longo do conflito, diálogos dos mais variados assuntos ilustram este grande desentendimento. 